# Дисвинецпентанатрий
Дисвинецпентанатрий — бинарное неорганическое соединение
свинца и натрия
с формулой Na5Pb2,
кристаллы.

## Получение
- Сплавление стехиометрических количеств чистых веществ:

{\displaystyle {\mathsf {2Pb+5Na\ {\xrightarrow {391^{o}C}}\ Na_{5}Pb_{2}}}}

## Физические свойства
Дисвинецпентанатрий образует кристаллы
гексагональной сингонии, параметры ячейки a = 0,554 нм, c = 2,315 нм, Z = 3
.
Соединение образуется по перитектической реакции при температуре 391°C .